# رجل الطقس (فلم)
رجل الطقس هو فيلم كوميدي تم إنتاجه في الولايات المتحدة وصدر في سنة 2005. الفيلم من إخراج غور فيربينسكي من بطولة نيكولاس كيج ومايكل كين وهوب ديفيس ونيكولاس هولت وجيل بيلوز.

## الميزانية والإيرادات
بلغت تكلفة إنتاج الفيلم حوالي 22 مليون دولار بينما حقق إيرادات تقدر بـ 19 مليون دولار.

## وصلات خارجية
- مقالات تستعمل روابط فنية بلا صلة مع ويكي بيانات